# El Sauce
El Sauce là một khu tự quản thuộc tỉnh León, Nicaragua. Khu tự quản El Sauce có diện tích 693 ki lô mét vuông. Đến thời điểm năm 2005, huyện El Sauce có dân số 27900 người.